# Sirník
Sirník (hongrois : Szürnyeg) est un village de Slovaquie situé dans la région de Košice.

## Histoire
Première mention écrite du village en 1403.
La localité fut annexée par la Hongrie après le premier arbitrage de Vienne le 2 novembre 1938. En 1938, on comptait 567 habitants dont 45 d'origines juives. Elle faisait partie du district de Sátoraljaújhely (hongrois : Sátoraljaújhelyi járás). Le nom de la localité avant la Seconde Guerre mondiale était Sirnek/Szürnyeg. Durant la période 1938 -1945, le nom hongrois Szürnyeg était d'usage. À la libération, la commune a été réintégrée dans la Tchécoslovaquie reconstituée.

## Démographie

### Évolution de la population
| Année:               | 1994. | 2004.   | 2014.   | 2024.   |
| -------------------- | ----- | ------- | ------- | ------- |
| Nombre de personnes: | 592   | 603     | 598     | 550     |
| Différence:          |       | +1,85 % | -0,82 % | -8,02 % |

| Année:               | 2023. | 2024.   |
| -------------------- | ----- | ------- |
| Nombre de personnes: | 552   | 550     |
| Différence:          |       | -0,36 % |